# Plantago rhodosperma
Plantago rhodosperma är en grobladsväxtart som beskrevs av Joseph Decaisne. Plantago rhodosperma ingår i släktet kämpar, och familjen grobladsväxter. Inga underarter finns listade i Catalogue of Life.